# Kohlenstoff-Wasserstoff-Bindung
Die Kohlenstoff-Wasserstoff-Bindung ist eine chemische Bindung zwischen Kohlenstoff und Wasserstoff, die als Grundlage der organischen Chemie gilt und in zahlreichen Molekülen vorkommt. Es handelt sich hierbei um eine kovalente Einfachbindung. Kohlenstoff teilt in dieser Bindung seine äußeren Valenzelektronen mit bis zu vier Wasserstoffatomen. Weil so alle Valenzschalen voll sind, ist die resultierende Verbindung stabil.
Die Kohlenstoff-Wasserstoff-Bindung hat im Triradikal Methin eine Bindungslänge von 1.09 Å (109 Pikometer) und eine Bindungsenergie von etwa 413 kJ/mol. Auf der Pauling-Skala hat Kohlenstoff eine Elektronegativität von 2,55, während Wasserstoff eine von 2,2 besitzt, der Unterschied liegt bei 0,35. Aufgrund von diesem geringen Unterschied gilt die Bindung allgemein als unpolar. Stabile Verbindungen, die ausschließlich aus Kohlenstoff-Wasserstoff-Bindungen und Kohlenstoff-Kohlenstoff-Bindungen bestehen gehören zu einer der folgenden Gruppen: Alkane, Alkene, Alkine und Aromaten.
Ein Molekül, welches ausschließlich aus einer einzigen Kohlenstoff-Wasserstoff-Bindung besteht, ist ein Radikal und nennt sich Methin. Es handelt sich dabei um ein hochreaktives, farbloses Gas, welches nur im interstellaren Raum stabil anzutreffen ist.
Die Länge einer Kohlenstoff-Wasserstoff-Bindung hängt von der Hybridisierung des Kohlenstoffatoms ab. Ein höherer s-Anteil des Kohlenstoffs führt dabei zu kürzeren Bindungen. So ist die Bindung zwischen einem Wasserstoffatom und einem sp2-hybridisierten Kohlenstoffatom im Ethen ungefähr 1,1 % kürzer als zwischen einem Wasserstoffatom und einem sp3-hybridisierten Kohlenstoffatom im Ethan. Eine Bindung zwischen Wasserstoff und einem sp-hybridisierten Kohlenstoffatom im Ethin ist hingegen circa 3 % kürzer als die im Ethan.
| Name                                | Methan  | Ethan   | Ethen   | Ethin   |
| Formel                              | CH4     | C2H6    | C2H4    | C2H2    |
| Gruppe                              | Alkane  | Alkane  | Alkene  | Alkine  |
| Struktur                            |         |         |         |         |
| Hybridisierung des Kohlenstoffatoms | sp3     | sp3     | sp2     | sp      |
| Bindungslänge                       | 1,087 Å | 1,094 Å | 1,082 Å | 1,060 Å |

Die Kohlenstoff-Wasserstoff-Bindung ist sehr stark und damit auch ziemlich reaktionsträge. Nicht aktivierte Kohlenstoff-Wasserstoff-Bindungen finden sich in Alkanen und nehmen normalerweise nur an einer radikalischen Substitution teil.
Obwohl die Kohlenstoff-Wasserstoff-Bindung eine der stärksten ist, schwankt ihre Stärke bei stabilen organischen Verbindungen um über 30 %, auch ohne Heteroatome.